# Pierre Montastruc
Pour les articles homonymes, voir Montastruc.
Pierre Montastruc, né le 17 janvier 1932 à Boulogne-sur-Gesse et mort le 25 septembre 2021 à Perpignan, est un homme politique français.

## Détail des fonctions et des mandats
Mandat parlementaire
- 16 mars 1986 - 14 mai 1988 : Député de la Haute-Garonne